# Shabana Raza
Shabana Raza, née le 18 avril 1975, mieux connue sous le nom de Neha Bajpayee ou simplement Neha, est une actrice et productrice de cinéma indienne réputée pour ses films à Bollywood.

## Biographie
Shabana Raza est née le 18 avril 1975 à Solapur, Maharashtra, Inde, dans une famille musulmane.
Elle fait ses débuts au cinéma, aux côtés de Bobby Deol dans Kareeb (en) (1998). Son second film est Hogi Pyaar Ki Jeet (en) (1999), où elle donne la réplique à Ajay Devgan.
Au début des années 2000, elle continue à jouer dans plusieurs autres films, dont Fiza (2000), Rahul (en) (2001) et Aatma (en).
Après une pause, elle revient au cinéma en 2010 sous son nom d'origine.

## Vie privée
En avril 2006, elle épouse l'acteur indien Manoj Bajpayee. Le couple a une fille nommée Awa Nailah.

## Filmographie
| An   | Titre                      | Rôle               | Remarques |
| ---- | -------------------------- | ------------------ | --------- |
| 1998 | Kareeb (en)                | Neha               |           |
| 1999 | Hogi Pyaar Ki Jeet (en)    | Meena Singh        |           |
| 2000 | Fiza                       | Shehnaz            |           |
| 2001 | Ehsaas: The Feeling (en)   | Antara Pandit      |           |
| 2001 | Rahul (en)                 | Meera Singh        |           |
| 2001 | Alli Thandha Vaanam (en)   | Meena              |           |
| 2003 | Smile                      |                    |           |
| 2004 | Muskaan (en)               | Jahnvi             |           |
| 2005 | Koi Mere Dil Mein Hai (en) | Asha               |           |
| 2006 | Aatma (en)                 | Neha A. Mehra      |           |
| 2009 | Acid Factory (en)          | Nandini S. Sanghvi |           |